# Bernard Darniche
Pour les articles homonymes, voir Darniche (homonymie).
Bernard Darniche, né le 28 mars 1942 à Cenon (Gironde), est un pilote de rallye français.
Actif en compétition pendant près de 20 ans, il possède un palmarès important en championnat de France, d'Europe et du monde des rallyes. Il remporte en particulier le Rallye de Monte-Carlo en 1979 et six fois le Tour de Corse automobile. Après sa carrière sportive, il se consacre à la promotion de la sécurité routière et à des sujets liés à la mobilité en général.

## Biographie

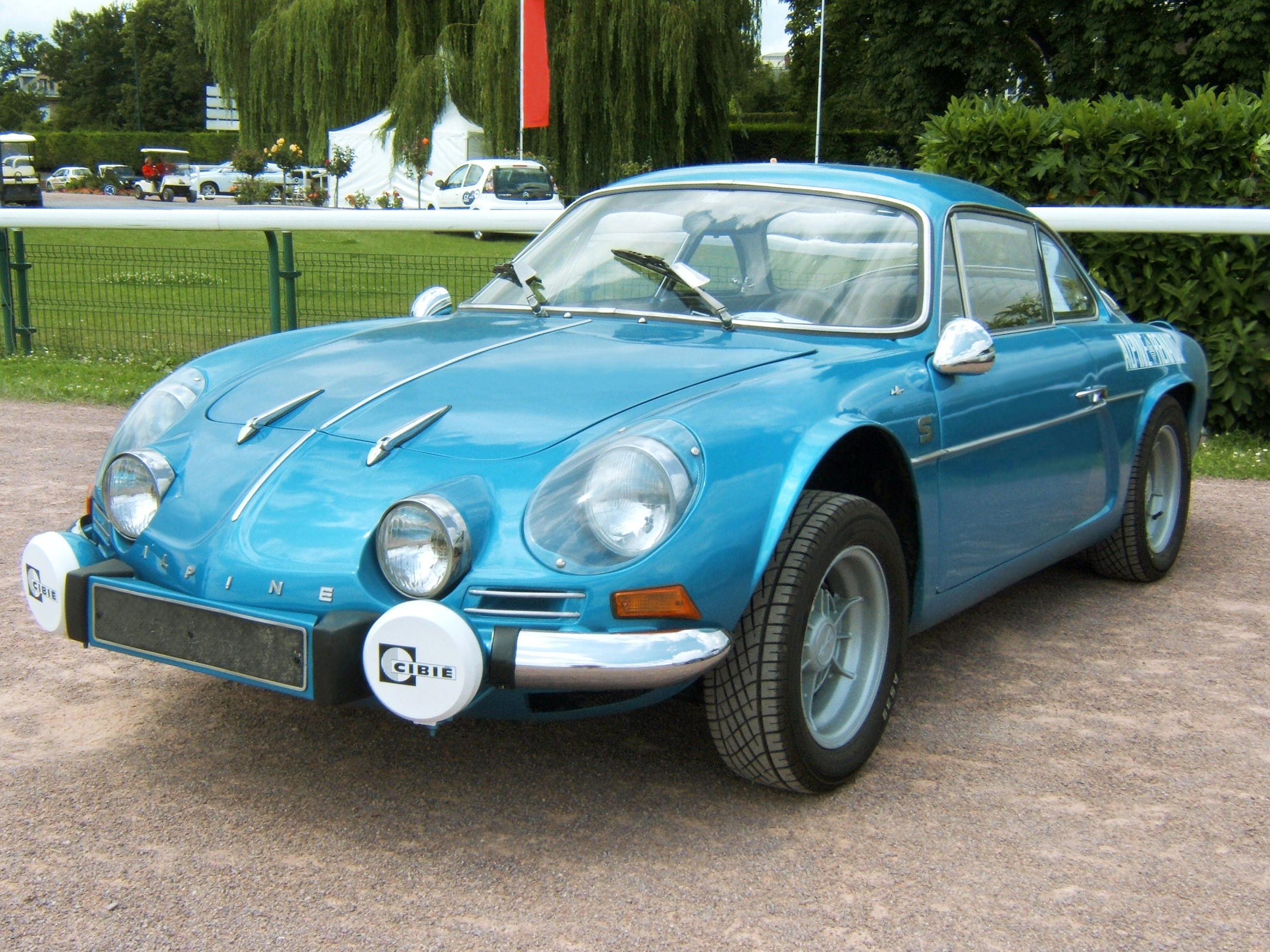
Sur A110, Darniche participe à la victoire d'Alpine au championnat du monde en 1973.

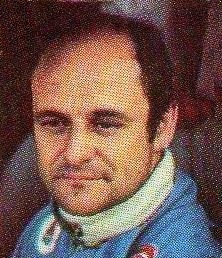
Bernard Darniche en 1977.

Arrivé à Essonnes à l’âge de six ans, Bernard Darniche est victime d’une maladie grave à l’âge de dix ans: soufrant de rhumatismes articulaires aigus, risquant l'arrêt cardiaque, les médecins ne lui donnent que peu de chances de survie. « J’avais interdiction d’aller à l’école et de faire toute activité physique ». Il fait des séjours de plusieurs mois à l’hôpital Necker puis est envoyé plusieurs années chez sa grand-mère dans l’Aisne où sa santé s’améliore. De retour chez lui à 14 ans, il se met à pratiquer le cyclisme. Il suit un apprentissage et sort diplômé d’un CAP d’ajusteur, métier qu'il pratique à l’usine Testut de Corbeil-Essonnes. Puis il devient vendeur de machines à écrire et de machines à calculer pour la marque Olivetti.
C'est une rencontre fortuite avec Michel Loiseau qui lui fait découvrir la compétition automobile en 1965. Il devient son copilote sur Mini Cooper S au rallye de Printemps.
Il reste cependant encore essentiellement coureur cycliste jusqu'en 1968. Il entame sa carrière automobile la même année en Coupe Gordini, passant rapidement au championnat de France des rallyes sur la berlinette Alpine Renault A110 1 100 cm3 avec Geo Lasnier comme copilote, puis signe un contrat de pilote professionnel avec NSU. Il interrompt sa carrière sportive nationale en 1987, ayant entre-temps participé assez régulièrement à des épreuves du championnat du monde de 1973 à 1982 (87 points obtenus pour 38 départs).
Il est deux fois champion d’Europe des rallyes, en 1976 et 1977, troisième à la Coupe FIA des pilotes en 1977, et trois fois champion de France des rallyes. Il participe à la conquête du titre mondial des constructeurs à deux reprises, en 1973 à celui d'Alpine-Renault avec Thérier, Andruet et Nicolas (ils étaient surnommés par les anglo-saxons The Alpine Renault Musketeers), et en 1975 à celui de Lancia, avec Sandro Munari.
L'un des exploits les plus retentissants de Darniche est sa victoire lors de la 47e édition du Rallye Monte-Carlo, disputée en 1979. Au départ du parcours final, il est en sixième position à 6 min 27 s du Suédois Björn Waldegård qui pilote une Ford Escort. Après cinq des dix épreuves spéciales de ce dernier tour, Darniche se classe troisième, à 3 min 15 s. Avant la dernière spéciale, le Suédois est toujours en tête avec 15 secondes d'avance. Cette dernière spéciale se déroule au Col de Turini. Darniche remporte son dixième temps « scratch » de la journée et devance finalement Waldegaard de six secondes sur l'ensemble du rallye.
Il détient, avec six titres, le record de victoires au Tour de Corse, dont cinq comptant pour le championnat du monde et une pour le championnat d'Europe, finissant une autre fois 2e. Il sera ensuite rejoint par un autre Français au palmarès de l'épreuve, Didier Auriol (les six fois dans le cadre du championnat du monde WRC, par contre). À compter de 1981, en particulier en 1985 (sur Peugeot 205 T 16 évo.1 du Team Gauloises Blondes) et 1987 (sur Mercedes 190 E 2.3-16), il s'engage en championnat mondial pratiquement pour ce seul rallye, qui lui avait si souvent réussi.
Au total, depuis 1975, Darniche compte 87 points marqués en WRC, essentiellement obtenus lors de rallyes en France ou en pays limitrophes, avec 115 victoires en épreuves spéciales. Il est aussi recordman du nombre de victoires au Tour de France automobile (quatre, toutes catégories confondues).
Il a aussi à quelques occasions piloté sur circuit, notamment aux 24 Heures du Mans où il compte six participations (5e en 1979 sur une Rondeau).
Début avril 1983, il participe à l'homologation de l'Audi Quattro S1.
Il fut à plusieurs reprises au départ du Paris-Dakar, avec son habituel copilote Alain Mahé (1983 sur Datsun Patrol; 1984 sur Lada Niva; 1985 sur Audi Quattro).
En toute fin de carrière, il a encore terminé 2e des 24 Heures de Chamonix dans le cadre de la seule inscription de l'épreuve au Trophée Andros, et encore 3e de l'épreuve, ainsi que 4e de Paris-Trappes, entre 1992 et 1994.

### Implication dans le domaine de la sécurité routière
Après sa carrière sportive, il s'engage, à la demande du Premier ministre Jacques Chirac, en faveur de la sécurité routière et de la responsabilisation des conducteurs, faisant partie du Comité directeur de la FFSA. Il travaille aujourd'hui sur un système d'accès financier anticipé aux dépenses liées à l'utilisation du véhicule.
Il est en outre le fondateur, ancien président, et porte-parole actuel de l'association Citoyens de la route, où il s'engage en faveur d'une « mobilité sereine et durable ». Président de l'Association des voitures écologiques (AVE), il mène désormais, depuis quelques années déjà, des campagnes de sensibilisation auprès des pouvoirs publics et des grands groupes industriels français en faveur des solutions alternatives au « tout pétrole », en partenariat avec EDF.
Il tient une chronique régulière sur France Inter et dans Le Parisien / Aujourd’hui en France. Pendant une période, qui a débuté le 31 août 2009, il disposait également, entre 8h10 et 8h30, d'une tribune sur France Bleu 107.1 (anciennement Bleu Île-de-France), où il s'exprimait sur des sujets de mobilité, de sécurité routière et répondait aux questions des auditeurs.
En 2012, il remporte la « catégorie des énergies alternatives » au Rallye de Monte Carlo, sur une Opel Ampera du team Opel France.
En 2019, il devient membre du bureau du Comité Indépendant d 'Évaluation du 80 km/h.

## Titres et classements
| Saison    | Titre                               | Voiture                             |
| --------- | ----------------------------------- | ----------------------------------- |
| 1966      | 2e du Challenge NSU                 | NSU 1000 TT                         |
| 1968      | 3e de la Coupe Gordini              | Renault 8 Gordini                   |
| 1972      | Champion de France des rallyes      | Alpine A110 1800                    |
| 1975      | Vice-champion de France des rallyes | Lancia Stratos HF                   |
| 1976      | Champion de France des rallyes      | Lancia Stratos HF                   |
| 1976 (pl) | Champion d'Europe des rallyes       | Lancia Stratos HF                   |
| 1977 (pl) | Champion d'Europe des rallyes       | Lancia Stratos HF & Fiat 131 Abarth |
| 1977      | Vice-champion de France des rallyes | Lancia Stratos HF & Fiat 131 Abarth |
| 1978      | Champion de France des rallyes      | Lancia Stratos HF & Fiat 131 Abarth |

Total de ses victoires en rallyes : 87
En 1977, il termine 3e de la Coupe FIA des pilotes (seulement deux éditions de cette coupe ont été attribuées).

## Victoires

### Victoires en championnat du monde des rallyes
| # | Saison | Rallye,                | Pays   | Copilote   | Voiture           |
| - | ------ | ---------------------- | ------ | ---------- | ----------------- |
| 1 | 1973   | 16e Rallye du Maroc    | Maroc  | Alain Mahé | Alpine A110 1800  |
| 2 | 1975   | 19e Tour de Corse      | France | Alain Mahé | Lancia Stratos HF |
| 3 | 1977   | 21e Tour de Corse      | France | Alain Mahé | Fiat 131 Abarth   |
| 4 | 1978   | 22e Tour de Corse      | France | Alain Mahé | Fiat 131 Abarth   |
| 5 | 1979   | 47e Rallye Monte-Carlo | Monaco | Alain Mahé | Lancia Stratos HF |
| 6 | 1979   | 23e Tour de Corse      | France | Alain Mahé | Lancia Stratos HF |
| 7 | 1981   | 25e Tour de Corse      | France | Alain Mahé | Lancia Stratos HF |

En 1984, il remporte la catégorie Groupe A au Rallye Monte-Carlo, au volant d'une Audi 80 Quattro Yacco
Il termine également 2e du général des Rallye Autrichien des Alpes 1973, Tour de Corse 1976, et Rallye Monte-Carlo 1980, ainsi que 3e du Rallye Monte-Carlo 1976.

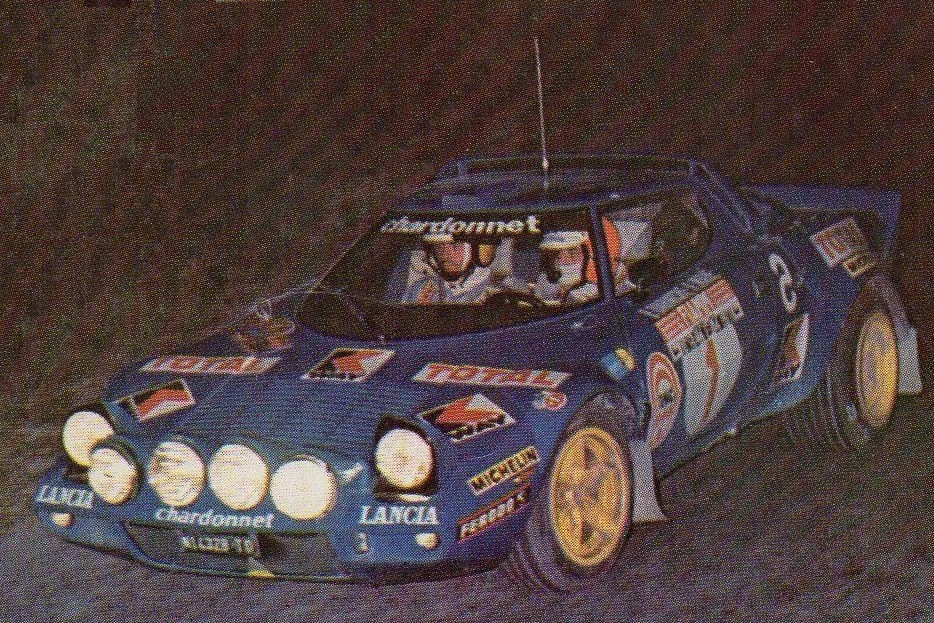
Bernard Darniche sur Lancia Stratos HF au Rallye Monte-Carlo 1976.
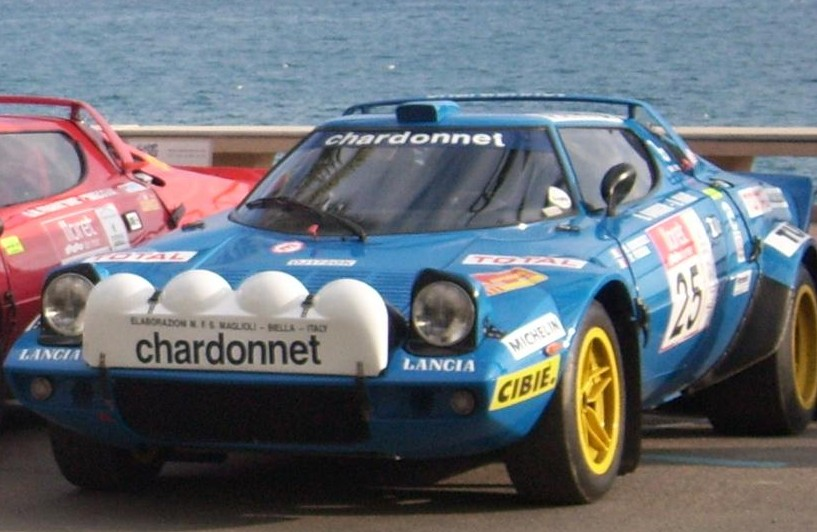
Lancia Stratos Chardonnet HF.
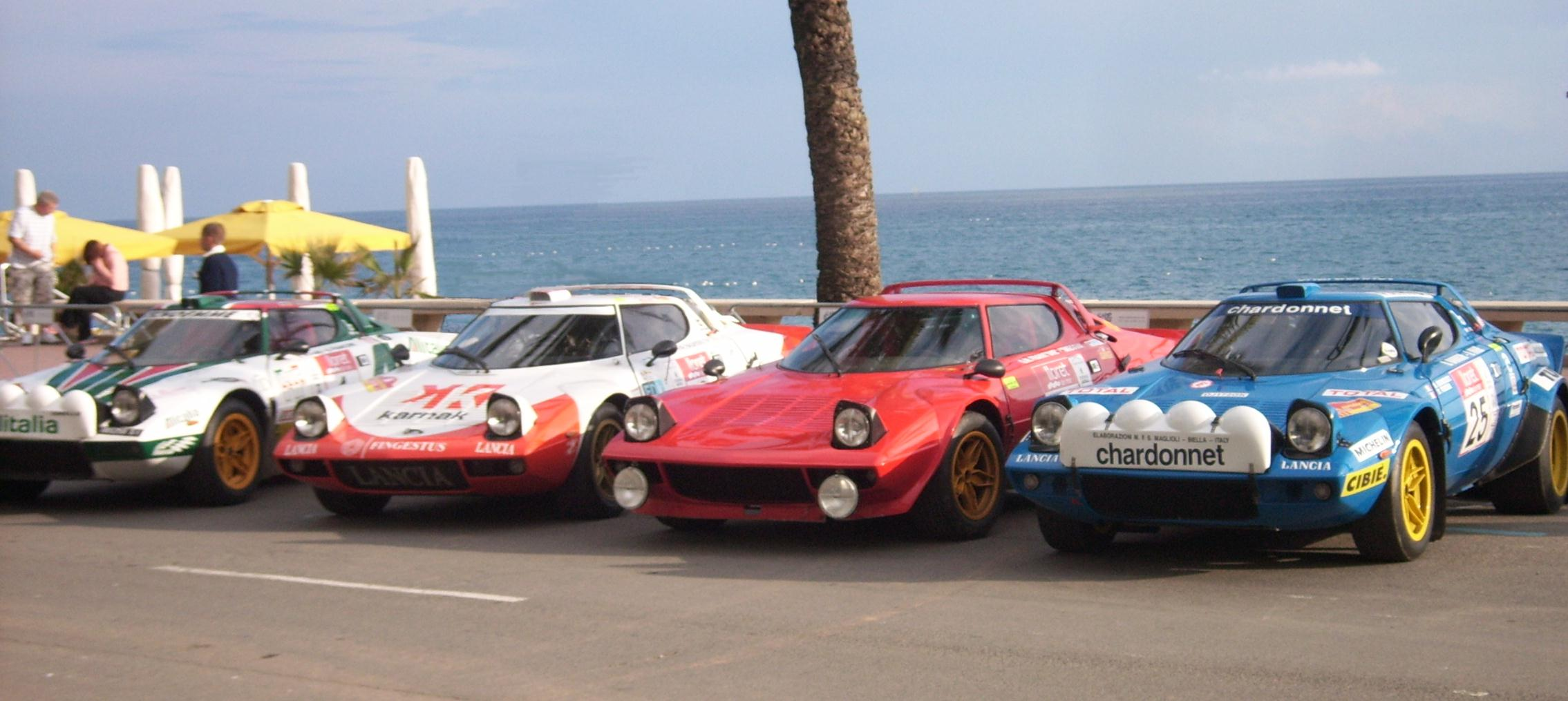
4 Lancia Stratos HF au Rallye Costa Brava 2008, dont une Chardonnet à droite (Lloret de Mar).

### Victoires en championnat d'Europe des rallyes
1970
- Tour de Corse (en remportant les 12 épreuves spéciales)
- 3e place au Rallye RACE d'Espagne (copilote : Marcel Callewaert)

1972
- Critérium Neige et Glace

1976
- Rallye Lyon-Charbonnières
- Rallye des 4 régions (Italie)
- Rallye San Martino di Castrozza
- Rallye de la Baltique (Allemagne)
- Rallye des Monts Dôme

1977
- Tour de France automobile
- Rallye de Pologne
- Rallye de Sicile
- Rallye des 4 régions (Italie)
- Rallye Isola d'Elba (Italie)
- 24 Heures d'Ypres (Belgique)
- Critérium Lucien Bianchi (Belgique)
- Rallye Firestone (Espagne)

1978
- Rallye Lyon-Charbonnières (Stuttgart)
- Critérium Alpin
- Rallye de Lorraine
- Rallye d'Antibes
- Critérium de la Châtaigne

1979
- Tour de France automobile

1980
- Tour de France automobile[11]
- Rallye Costa Smeralda (Italie)

### Victoires en championnat de France des rallyes
1968
- Critérium National de Touraine
- Ronde Cévenole (victoire en Groupe 3, copilote Geo Lanier)

1969
- Rallye du Forez
- Rallye du Var

1970
- Tour de Corse

1971
- Tour de l'Aisne
- Coupe des Alpes (initialement en CIM, mais participation internationale insuffisante)
- Rallye Bayonne-Côte basque
- Critérium des Cévennes
- Rallye du Var

1972
- Rali Internacional TAP (1er au général: Achim Warmbold)
- Critérium Alpin
- Rallye Neige et Glace
- Rallye du Mont-Blanc
- Rallye de la Giraglia
- Rallye d'Antibes

1975
- Tour de France automobile
- Tour  de Corse
- Rallye du Var

1976
- Ronde de la Giraglia
- Critérium Neige et Glace
- Rallye Lyon-Charbonnières
- Critérium de Touraine
- Rallye Dôme Forez
- Rallye d'Antibes
- Tour de la Nièvre

1977
- Critérium Alpin
- Tour de France automobile
- Rallye Jeanne d'Arc
- Tour  de Corse

1978
- Rallye Lyon-Charbonnières
- Critérium Jean Behra
- Critérium de Touraine (copilote Bernard Giroux)
- Critérium Alpin
- Rallye de Lorraine
- Ronde Cévenole
- Rallye d'Antibes
- Rallye de la Châtaigne (copilote Bernard Giroux)
- Tour  de Corse

1979
- Tour de France automobile
- Tour  de Corse

1980
- Tour de France automobile

1981
- Tour  de Corse
- Critérium de Touraine

1984
- Rallye Lyon-Charbonnières (seule victoire sur Audi Quattro)

### Autres victoires françaises en rallye
1965
- Le Rallye du Touquet représente l'une de ses toutes premières victoires, sur Mini Cooper S[12]

1966
- Rallye du Touquet sur NSU 1000 TT[2]

1968
- Rallye National du Maine
- Rallye National de Rouen

1970
- Rallye Bayonne-Côte basque

1974
- Ronde Internationale Vercors-Vivarais

1975
- Critérium Jean Behra
- Critérium Fédéral de l'Ouest
- Ronde de la Durance

1976
- Rallye des Vosges

### Victoires en courses sur glace
1973
- 24 Heures de Chamonix et Ronde sur glace de Serre Chevalier (seul doublé avant le Trophée Andros)

1975
- Ronde sur glace de Serre Chevalier (sur Proto Fiat X1/9 1800 non comptabilisé)

1979
- Ronde sur glace de Serre Chevalier

1980
- Ronde sur glace de Serre Chevalier

1984
- 24 Heures de Chamonix

## Participations aux24 Heures du Mans
| Année | Équipe                     | Voiture                          | Coéquipier          | Coéquipier     | Classement                   | Abandon                    |
| ----- | -------------------------- | -------------------------------- | ------------------- | -------------- | ---------------------------- | -------------------------- |
| 1972  | John Greenwood Racing (en) | Chevrolet Corvette               | John Greenwood (en) | Alain Cudini   | Abandon                      | Casse moteur               |
| 1976  | IMSA Camel                 | Chevrolet Corvette Stingray (en) | John Greenwood      |                | Abandon                      | Circuit de refroidissement |
| 1978  | Jean Rondeau               | Rondeau M378                     | Jean Rondeau        | Jacky Haran    | 9e, et vainqueur du Groupe 6 |                            |
| 1979  | VSD Canon Jean Rondeau     | Rondeau M379                     | Jean Ragnotti       |                | 5e                           |                            |
| 1980  | Scuderia Lancia Corse      | Lancia Beta Monte Carlo          | Teo Fabi            | Hans Heyer     | Abandon                      | Casse moteur               |
| 1981  | BMW France                 | BMW M1                           | Philippe Alliot     | Johnny Cecotto | 16e                          |                            |

## Récompenses et distinctions
- Chevalier de la Légion d'honneur le 14 juillet 1994[13] (reçue des mains de Jacques Chirac) ;
- Médaille d'Or de la Jeunesse et des Sports ;
- Lauréat du Prix Roland Peugeot de l'Académie des sports du plus bel exploit automobile français de l'année en 1977[14].

### Vidéos
- La Berlinette Alpine-Renault - La reine des rallyes, film de Francis Maze, avec Jean-Luc Thérier, Bernard Darniche, Jean Rédélé, François Lhermoyer et Jacques Cheinisse, éd. E.P.I. Diffusion, 95 min, 2003.
- Antenne 2, « 1985, Bernard Darmiche et Julie Piétri testent le home-trainer », C'est encore mieux l'après-midi (avec Christophe Dechavanne et Julie Pietri), Ina, 17 octobre 1985.
- [vidéo] « Bernard Darniche, ancien pilote de rallye : la répression routière est devenue « totalitaire » », sur YouTube, 14 octobre 2016 (durée : 31 min 50 s).